# Wapen van Zuidland

Wapen van Zuidland

Het wapen van Zuidland werd op 24 juli 1816 door de Hoge Raad van Adel aan de gemeente Zuidland toegekend. Op 1 januari 1980 werd Zuidland onderdeel van de gemeente Bernisse. Het wapen van Zuidland is daardoor komen te vervallen. De heraldisch rechterhelft (voor de toeschouwer links) van het wapen is overgenomen als heraldisch linkerhelft van het wapen van Bernisse. Sinds 1 januari 2015 valt het gebied onder de gemeente Nissewaard. In het wapen van Nissewaard zijn geen elementen uit het wapen van Zuidland overgenomen.

## Blazoenering
De blazoenering van het wapen luidde als volgt:
Coupé het eerste van zilver beladen met een pal van lazuur; het tweede van zilver beladen met 2 fasces van sabel, op de bovenste van welke 3 en op de onderste 2 boomen van sijnople.
De heraldische kleuren zijn zilver (wit), lazuur (blauw) sabel (zwart) en sinopel (groen). In tegenstelling tot wat de beschrijving aangeeft, is het schild verticaal gedeeld ("parti") en niet horizontaal doorsneden ("coupé").

## Geschiedenis
De paal stelt de rivier de Bernisse voor en komt ook voor in het wapen van Geervliet. De herkomst van de bomen is het wapen van de Polder Velgersdijk. R. Bakker beschrijft het heerlijkheidswapen anders: het wapen is volgens hem niet gedeeld, maar de basis is een zilveren schild met de blauwe paal (als in het wapen van Geervliet), waaroverheen twee zwarte balken met daarin de bomen liggen.

## Verwante wapens

Het wapen van Bernisse
Het wapen van Geervliet
Het wapen van Velgersdijk